# Prototroctes
Prototroctes is een monotypisch geslacht van straalvinnige vissen uit de familie van Nieuw-Zeelandse snoekforellen of smelten (Retropinnidae).

## Soort
- Prototroctes maraena Günther, 1864
- Prototroctes oxyrhynchus Günther, 1870